# Rząd Manfreda Clary-Aldringena
Rząd Manfreda Clary-Aldringena - prowizoryczny urzędniczy rząd austriacki, rządzący Cesarstwem Austriackim w roku 1899, od 2 października.

## Skład rządu
- premier - Manfred von Clary-Aldringen
- rolnictwo – Manfred Clary-Aldringen, Ferdinand Blumfeld
- handel – Franz Stibral
- wyznania i oświata – Wilhelm Hartel
- finanse – Seweryn Kniaziołucki
- sprawy wewnętrzne – Ernst Koerber
- sprawiedliwość – Eduard Kindinger
- koleje – Heinrich Wittek
- obrona krajowa – Zeno Welserheimb
- minister bez teki (do spraw Galicji) - Kazimierz Chłędowski